# Lunca (Teleorman)
Lunca é uma comuna romena localizada no distrito de Teleorman, na região de Muntênia. A comuna possui uma área de 28.35 km² e sua população era de 3552 habitantes segundo o censo de 2007.